# Wilhelm Stein (Kunsthistoriker)
Wilhelm Stein (* 26. August 1886 in Zürich; † 28. September 1970 in Bern) war ein Schweizer Kunsthistoriker.

## Leben
Wilhelm Stein kam am 6. August 1886 als Sohn des Philosophen Ludwig Stein (1859–1930) und der Auguste Ehrlich, Tochter des Grosskaufmanns Adolf Ehrlich, in Zürich zur Welt. Er wuchs zusammen mit drei Brüdern und zwei Schwestern in der «Villa Schönburg» in Bern auf. Dort besuchte er zuerst die Schmidschule (1892–1894), dann die Aeschbacherschule (bis 1896) und schliesslich das städtische Progymnasium und das Gymnasium, welches er 1904 mit der Literaturmatura abschloss. Danach studierte Stein von 1904 bis 1906 in München, 1906 je ein Semester in Bern und an der Sorbonne in Paris, wonach er sich an der Universität Freiburg im Breisgau immatrikulierte. 
Ab 1908 nahm sich Stein eine Pause im Studium und wandte sich der Landwirtschaft zu. Zuerst begab er sich auf Dohrn’sche «Gut Wilhelmshof» bei Prenzlau in der Uckermark, dann auf das Rittergut Koppinitz in Oberschlesien. 1910 erwarb Stein das Landgut «Obere Klus» bei Pfeffingen im Kanton Basel-Landschaft. Allerdings nahm das Interesse Steins an der Landwirtschaft bald ab. 
Noch 1910 nahm er das Studium wieder auf und immatrikulierte sich an der Universität Basel, wo er – nach einem Aufenthalt an der Friedrich Wilhelms-Universität in Berlin – 1916 mit einer Dissertation über Die Erneuerung der heroischen Landschaft nach 1800 mit magna cum laude promovierte. Ab 1925 war Wilhelm Stein Privatdozent und ab 1946 Honorarprofessor für Kunstgeschichte an der Universität Bern.
1910 heiratete Wilhelm Stein in Breslau Helene Böhm. Die Ehe wurde nach drei Jahren wieder aufgelöst. Der Kontakt zwischen Stein und Helene, die später Franz Rapp heiratete und in die USA emigrierte, blieb aber lebenslang bestehen, wie die umfangreiche Korrespondenz in seinem Nachlass belegt. Ebenfalls intensive Briefwechsel unterhielt Stein unter anderen mit dem Schweizer Kunstmaler Viktor Surbek, dem Journalisten Hermann Böschenstein, dem Literaturwissenschaftler Bernhard Böschenstein, dem Bildhauer Max Fueter oder mit dem Glasmaler Paul Zehnder. Von Steins vielseitigen literarischen Interessen zeugt seine Freundschaft mit Stefan George, zu dessen engeren Kreis der Anhänger er gehörte.
Sein Nachlass befindet sich in der Burgerbibliothek Bern.

## Werke
- Die Erneuerung der heroischen Landschaft nach 1800. Dissertation. Heizt, Strassburg 1917.
- Raffael. G. Bondi, Berlin 1923.
- Nietzsche und die bildende Kunst. Carl Heymann, Berlin 1925.
- Holbein. J. Bard, Berlin 1929.